# Tony Hayward
Anthony Bryan "Tony" Hayward (21 de maio de 1957) é CEO da BP desde 1 de maio de 2007, substituindo Lord Browne.